# 신방학중학교
신방학중학교(新放鶴中學校)는 대한민국 서울특별시 도봉구 방학동에 있는 공립 중학교이다.

## 학교 연혁
- 1994년 1월 5일 : 신방학중학교 설립인가
- 1994년 3월 1일 : 초대 김이태 교장 취임
- 1994년 3월 4일 : 입학식(14학급 남 370명, 여 369명)
- 1994년 5월 4일 : 개교식(개교기념일)
- 1997년 2월 14일 : 제1회 졸업식(740명)
- 2001년 1월 2일 : 교육인적자원부 영재교육 연구학교 지정
- 2002년 12월 26일 : 슬기관(학생식당, 특별교실, 체육관 겸 강당) 개관식
- 2022년 3월 1일 : 제9대 한희찬 교장 취임
- 2023년 1월 4일 : 제27회 졸업식(남 81명, 여 83명)
- 2023년 3월 2일 : 입학식(남 69명, 여 85명)

## 참고 자료
- 신방학중학교 - 한국교육학술정보원 학교알리미